# Статистичне управління Швеції
Статистичне управління Швеції (швед. Statistiska centralbyrån), SCB — це урядове агентство, відповідальне за збір статистичної інформації в Швеції. Перші згадки про національну статистичну інформацію Швеції сягають 1686 року, коли шведська церква почала вести записи про населення країни. Попередниця управління статистики, служба статистики (швед. Tabellverket) була заснована в 1749 році. Сучасна назва була отримана в 1858 році.
Станом на  2008 агентство має в штаті близько 1 400 осіб. Офіси агентства розташовані в Стокгольмі і Еребру. Статистичне управління Швеції веде Журнал офіційної статистики.